# 拉讷科布
拉讷科布（法語：Lannecaube，法語發音：[lankob]）是法国大西洋比利牛斯省的一个市镇，属于波城区。

## 地理
拉讷科布（43°29'2"N, 0°12'45"W）面积8.67 平方千米，位于法国新阿基坦大区大西洋比利牛斯省，该省份为法国东南部省份，涵盖了贝阿恩与北巴斯克，西临大西洋比斯開灣，北至朗德省，东北接热尔省，东临上比利牛斯省，南与西班牙接壤。
与拉讷科布接壤的市镇（或旧市镇、城区）包括：比罗斯芒杜斯、科斯莱达-吕布-博阿斯特、拉隆格、吕萨涅-吕松、穆乌、塞维尼亚克、塔龙-萨迪拉克-维耶勒纳沃、锡马库尔布。

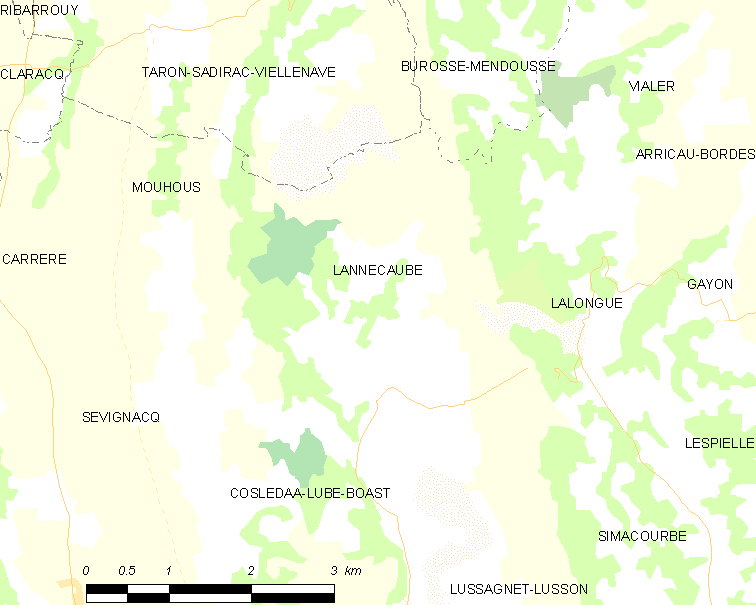
拉讷科布的OSM定位图

拉讷科布的时区为UTC+01:00、UTC+02:00（夏令时）。

## 行政
拉讷科布的邮政编码为64350，INSEE市镇编码为64311。

## 政治
拉讷科布所属的省级选区为吕伊河土地和维克比伊山坡县。

## 人口

1962-2008年间拉讷科布人口变化图示

拉讷科布于2022年1月1日时的人口数量为144人。